# Перевалов, Геннадий Михайлович
Генна́дий Миха́йлович Перева́лов (30 ноября 1950, Свердловск — 19 июня 2007, Екатеринбург) — советский и российский бард, музыкант, поэт. Автор более двухсот песен.

## Биография
Учился во 2-й железнодорожной школе г. Свердловска вместе со своими будущими соавторами — Сергеем Мининым и Владимиром Вишнёвым.
В 1968 году поступил на стройфак Уральского политехнического института (УПИ); окончив, работал по распределению в Новокузнецке, затем вернулся в Свердловск.
Сочинять песни начал вместе с Сергеем Мининым в последних классах школы; тогда же появился рукописный альманах «Сермяжная правда» — школьный самиздат, — в котором «публиковалось» творчество Перевалова и Минина, их одноклассников и друзей. Редактором альманаха в течение многих лет и впоследствии был Владимир Вишнёв.
В УПИ Перевалов организовал студенческий ВИА «Ассоль». Кроме зарубежных и советских шлягеров исполнялись и вещи собственного сочинения. В 1972 году Перевалов с Мининым в две гитары и два голоса записали дома на бобину свой первый альбом «Аве, Мария Магдалина».
Вторая половина 80-х — участие в бардовских фестивалях в Саратове и Таллине, в Грушинском фестивале, бардовском лагере Барзовка. Тогда же, и в 90-е годы выступал в качестве концертирующего автора-исполнителя во многих городах страны.
Последний концерт в честь 50-летнего юбилея состоялся 24 ноября 2000 г. в Доме работников культуры (ДРК) в Екатеринбурге.
Скончался 19 июня 2007 года в Екатеринбурге. Похоронен на Восточном кладбище.

## Творчество
Для творческой манеры Г. Перевалова характерен необычный сплав российских бардовских традиций и западной музыкальной основы, блюзовых и джазовых интонаций, узнаваемый мелодизм и максимально использующая возможности гитары техника игры.

### Студийные альбомы
- Первый альбом, записанный совместно с Ларисой Казанцевой и Андреем Сорокиным (1984)
- «Индия» (1985)
- «Осенний город» (1986)
- «Старый добрый паровоз» (1987)
- «Эпоха демократизации» (1988)
- «Избранное» (1994)

### Наиболее известные песни
- «Узелок на память» («К концу подходят летние пути…»)
- «Споры» («Неразрешимы наши споры…»)
- «Индия» («Синее, синее небо над Индией…»)
- «Памяти Э. Хемингуэя» («Львы бежали к нам по пляжу…»)
- «Горы» («Вот растает в дымке город…»)
- «Мистер Блюз» («Утро, и мистер Блюз…»)
- «Прогулка по Екатеринбургу» («Пройдусь по ВИЗ-бульвару…»)
- «Снег» («Снег, снег, все белым-бело…»)
- «Железнодорожная песня» («Ниткой железнодорожной…»)
- «Ветер перемен» («Часто, словно птиц, людей…»)
- «На Арбате» («На Арбате, на Арбате ходит Ленка в красном платье…»)
- «Море, море…» («Я плыву на пароходе…»)
- «Памяти Л. Утесова» («Фильм ретро вновь идет на экране…»)
- «Песня о военном музыканте» («В зале пустые кресла…»)
- «Памяти Вуди Гатри» («Сонный танцовщик ноги волочит…»)
- «Бродяги мы с тобой…» («Тихо Миссури воды мчит…»)
- «Пока рука еще сильна…»
- «В лепетанье ручейка…»
- «Когда-нибудь настанет время…»
- «За окном промокший сквер…»
- «Крымские этюды» («Девочка одна танцует…»)
- «Завтра» («Завтра я уйду на рассвете…»)
- «Коротка у счастья память…»
- «Над городом светает…»
- «Осенний город» («Осенний город, пристанище ветров…»)
- «Фигурные конечки» («Давно забытый праздник в душе моей живет…»)